# Муратов Ігор Леонтійович
І́гор Лео́нтійович Мура́тов (* 15 (28) липня 1912, Харків — †29 березня 1973, там само) — український поет, перекладач, драматург. Учасник війни з Фінляндією на боці СРСР (Зимова війна 1939—1940). В'язень німецьких концтаборів. Батько українського кінорежисера Олександра Муратова, свекор кінорежисерки Кіри Муратової.

## Біографія
Народився в родині Леонтія Муратова, який походив із роду заможних кримських татар, депортованих у 1861 з м. Карасубазар (Крим) на Полтавщину. Друкуватися почав у 13-річному віці (1925). На початку 1930-х залучається до кола харківських поетів, зокрема Володимира Свідзінського, «пізнього» Павла Тичини.
Працював на заводі «Електросталь», потім на ХТЗ техніком-ливарником. Уже відомим поетом закінчив вечірнє відділення Харківського університету (1939).
Мобілізований до сталінського війська, брав участь в інтервенції СРСР до Фінляндії 1939—1940 (залишив натуралістичні спогади: "…"кишки на телефон". Чули? Ха-а! А я бачив. Погнали в атаку. Морозяка за тридцять й снігу по коліна. Біжу мокрий, мов мишеня. Підгірочок. Не високий, але стрімчастий. Дроти якісь теліпаються. Ухопитись — і видряпаюсь. Та де тобі! Знемагаю. А поряд здоровань. Стрибнув, ухопивсь… Вибух! Кишки на дротах і димком повито. Мінна пастка"…). Про події Фінської війни уклав окрему збірку «20 полк».
Після розірвання союзу Сталіна і Гітлера, потрапив у німецький полон (1942—1945). Після звільнення брав участь у пропаганді добровільного повернення колишніх військових армії Сталіна до СРСР (гол. ред. газети «За возвращение на Родину», м. Берлін). Це дало йому змогу уникнути ув'язнення в радянському концтаборі, але зганьбило в очах української воєнної еміграції (найжорсткіша критика — з боку Івана Багряного). Неймовірна літературна популярність у післявоєнній Москві, яка захистила його сина Олександра Муратова від неминучого арешту (майбутній кінорежисер Муратов у малолітньому віці перебував у криївках УПА). Товаришував з представниками еліти української та російської культури. Його характеризують так: «Академічна освіченість, велике чуле серце поета, вроджена інтелігентність, високість задумів, наполегливість, відчайдушність». Захопивши в юнацькому віці вплив поетів «Розстріляного Відродження», передав атмосферу 1920-их років молодій поетесі Ліні Костенко. Протегував у 1960-их молодому Василю Стусу та Павлу Мовчану.

## Творчість
Перша збірка віршів «Комсографік» (1933) декларує ритми атаки, нагадуючи «фашистську» естетику Юліуса Еволи: напружена ситуація, енергійна, рвучка фраза, лаконічна репліка, як, наприклад, у вірші «Чотири бригади вантажили поруч»:
— Вірно! — сказали.
— Дайош! — кричать.
Хто — покривився, Хто — промовчав. Рушили.
П'ять чоловіка стоять.
— Що ж це ви, хлопці?
питаю я.
Також збірки «Загибель синьої птиці» (1934), «Багаття» (1940), «Двадцятий полк» (1941), поеми «Важкий прогін» (1935), «Зелені зозулі» (1936), «Остап Горбань» (1938). Після визволення з німецького табору військовополонених і закінчення Другої Світової війни зосередився на творах мілітарного жанру — збірка «Сповідь солдата» (1945—1960). Також видав книжки «Повість про щастя» (1948), "Осінні сурми (1964), «Розчахнута брама» (1967), «Сповідь на вершині» (1971, про зятя письменника Михайла Коцюбинського — червоного командарма Віталія Примакова).
З початку 1950-их дебютує як прозаїк. «Буковинська повість» (1951) відзначена Державною (Сталінською) премією (1952). Виступав як драматург (п'єси «Остання хмарина», 1959; «Радісний берег», 1961; «Стара ширма», 1963; «Земля моїх правнуків», 1969; «Нейтральна зона», 1970). Написав низку публіцистичних творів, оповідань для дітей. У 1982—1983 видано чотиритомник творів М. Переклади російською мовою (чотири окремих видання). Перекладав твори білоруського поета Янки Купали.
За кілька днів до смерті написав поему «Серце Тичини». В ній — драматичний образ поета Павла Тичини, його духовний шлях від «Сонячних кларнетів» до «Псалма залізу». Постать великого поета залишилася загадкою для М., який з харківської юності захоплювався Тичиною і роздумами про його творчість закінчив власне життя.

### Взірці творчості
З Книги Царств
І так рече пророк: «Погинете у блуді».
І кличе суд страшний на божу паству, І привид істини відшукує в облуді, Проклявши плоть наперекір єству.
І так рече ханжа: «Все на землі — минуще, Незнаного не ждіть і не спиняйте мить, Хай буде, як було!» А сам у блуді сущий, У хижих пазурах — слухняне помело.
Ненавиджу ханжу, пророка зневажаю, І плоттю славлю дух, і зупиняю мить, І не спиняюсь сам, і в путь випроводжаю
Синів — розвідників далеких диволіть.
Слово перед спаленням
Постраждаю за Христа: Можновладним плюну в вічі, Хоч і знаю — буде мста, Буду проклятий я тричі, Й на тортурному вогні
Очі випечуть мені, Все окриє тьма густа, —
Постраждаю за Христа…
Постраждаю за Христа…
Б'ють в набат мої вериги, Йде відлига, скресне крига, Степ обійми розпроста
Для ошуканих, нездатних
До звитяжних битов ратних, До жертовного хреста…
Постраждаю за Христа.
Постраждаю за Христа.
Він терпів не для терпіння, Біль Його — моє кипіння, Що на бурю вироста.
Хай течуть у попіл очі, Та речуть слова пророчі, Слухай правду, Русь свята…
Постраждаю за Христа.
26.V.1972

### Нагороди
Нагороджений орденами Жовтневої Революції, Трудового Червоного Прапора, Знак Пошани і медалями.